# Titow (obwód kurski)
Titow (ros. Титов) – chutor w zachodniej Rosji, w sielsowiecie kozińskim rejonu rylskiego w obwodzie kurskim.

## Geografia
Miejscowość położona jest 3,5 km od centrum administracyjnego sielsowietu kozińskiego (Kozino), 35,5 km od centrum administracyjnego rejonu (Rylsk), 138 km od Kurska.

## Demografia
W 2010 r. miejscowość zamieszkiwało 11 osób.